# 슈코드란 무스타피
슈코드란 무스타피(알바니아어: Shkodran Mustafi, 1992년 4월 17일 ~ )는 독일의 은퇴한 축구 선수로 포지션은 수비수였다.

## 클럽 경력
무스타피는 2009년 중반에 에버턴으로 이적하기 전까지 함부르크 SV에서 선수 경력을 시작했다. 그는 UEFA 유로파리그에서 BATE 보리소프를 상대로 토니 티버트의 교체 멤버로 첫 데뷔전을 치렀다. 무스타피는 에버턴에서 1군 명단에 자주 들지 못하자 2012년 1월에 자유 계약으로 삼프도리아와 계약했다.
이후 2014년에 스페인의 발렌시아로 이적하였다.
2016년 여름, 4100만 유로(아스날 역대 4번째 레코드)의 이적료로 이적했다.

## 국가대표팀
무스타피는 2009년 UEFA 유럽 U-17 축구 선수권 대회에서 독일 대표팀 선수로 출전하였다. 하지만 그는 언론에 그의 민족성을 준 알바니아 축구 국가대표팀에서 뛰고 싶다고 밝혔다.
그러나 2014년 FIFA 월드컵에서 독일 축구 국가대표팀을 선택하면서 최종적으로 독일을 위해 뛰는 것을 선택하였다. 그는 월드컵 개막 이전에 부상당한 마르코 로이스를 대신하여 최종 명단에 포함되었다. 포르투갈, 가나와의 조별 예선 경기, 알제리와의 16강전 경기에 출전하였으며 우승팀의 일원이 되었다.

## 통계
| 클럽       | 시즌      | 리그 | 리그 | 컵   | 컵   | 유럽 클럽 대항전 | 유럽 클럽 대항전 | 종합 | 종합 |
| 클럽       | 시즌      | 출전 | 득점 | 출전 | 득점 | 출전             | 득점             | 출전 | 득점 |
| ---------- | --------- | ---- | ---- | ---- | ---- | ---------------- | ---------------- | ---- | ---- |
| 에버턴     | 2009–10   | 0    | 0    | 0    | 0    | 1                | 0                | 1    | 0    |
| 에버턴     | 2010–11   | 0    | 0    | 0    | 0    | 0                | 0                | 0    | 0    |
| 종합       | 종합      | 0    | 0    | 0    | 0    | 1                | 0                | 1    | 0    |
| 삼프도리아 | 2011–12   | 1    | 0    | 0    | 0    |                  | —                | 1    | 0    |
| 삼프도리아 | 2012–13   | 17   | 0    | 0    | 0    |                  | —                | 17   | 0    |
| 삼프도리아 | 2013–14   | 33   | 1    | 2    | 0    |                  | —                | 35   | 1    |
| 종합       | 종합      | 51   | 1    | 2    | 0    |                  | —                | 53   | 1    |
| 발렌시아   | 2014–15   | 33   | 4    | 3    | 0    | —                | —                | 36   | 4    |
| 발렌시아   | 2015–16   | 30   | 2    | 4    | 0    | 10               | 0                | 42   | 2    |
| 발렌시아   | 2016–17   | 1    | 0    | 0    | 0    | 0                | 0                | 1    | 0    |
| 발렌시아   | 종합      | 64   | 6    | 7    | 0    | 10               | 0                | 81   | 6    |
| 경력 합계  | 경력 합계 | 115  | 7    | 9    | 0    | 11               | 0                | 135  | 7    |

## 수상 경력

### 클럽
아스널
- FA컵: 2016–17

### 국가대표팀
독일
- FIFA 월드컵: 2014

독일 U-17 대표팀
- UEFA U-17 축구 선수권 대회: 2009